# Affittacamere
Per affittacamere si intende l'attività di chi concede camera in locazione a terzi, da non confondere con la condivisione della medesima abitazione.

## Caratteristiche dell'attività
Con questo termine si intende il locatore di un tipo di alloggio economico ed essenziale, spesso non legato alla fruizione turistica. Esso si differenzia inoltre dai bed and breakfast, dagli hotel, alberghi e pensioni. Molti servizi di base sono garantiti e non hanno una copertura di 24 ore.
Se un ristoratore, nella stessa struttura immobiliare ove esercita la sua attività imprenditoriale, ha anche l'attività di affittacamere, l'esercizio viene denominato locanda.

## Nel mondo

### Italia
La materia è disciplinata dalla legge 16 giugno 1939 n. 1111 (Disciplina degli affittacamere) e dal Testo unico delle leggi di pubblica sicurezza.
La legge delinea l'attività dell'affittacamere ponendo questi requisiti:
- non possono avere più di sei camere arredate, ubicate in non più di due appartamenti ammobiliati in uno stesso stabile;
- non possono avere più di sei posti letto;
- possono fornire pasti;
- non possono fornire superalcolici;
- la durata minima dell'alloggio, eccezion fatta per artisti e deroghe provinciali, è di 7 giorni;
- l'alloggio, salvo patto contrario, deve essere pagato ogni quindici giorni;
- la risoluzione dell'affitto va comunicata 7 giorni prima, salvo eccezioni o deroghe;
- le persone alloggiate non hanno diritto al rimborso del prezzo anticipato per l'alloggio;
- le persone hanno diritto al rimborso del vitto non consumato, previo avviso nel giorno precedente.

Il Decreto del presidente della Repubblica n. 31/2001 ha abolito, quale requisito necessario per l'esercizio di tale attività, la preventiva dichiarazione all'autorità di pubblica sicurezza.
L'attività di affittacamere soggiace anche a leggi regionali, che integrano la disciplina nazionale in materia, prevedendo altri requisiti, o inserendo altri standard qualitativi o anche meglio descrivendo i contenuti minimi del servizio e/o arredo, igienici, impiantistica.